# Virus Kunjin
El Virus Kunjin (KUNV) es un virus del género Flavivirus, familia Flaviviridae grupo IV del orden sin clasificar. Es un subtipo del virus del Nilo Occidental, endémico de Oceanía. Se transmite por picadura de mosquitos, por lo que se incluye dentro de los arbovirus.